# Брудзавкі
Брудзавкі (пол. Brudzawki) — село в Польщі, у гміні Ксьонжки Вомбжезького повіту Куявсько-Поморського воєводства.
Населення — 187 осіб (2011).
У 1975-1998 роках село належало до Торунського воєводства.

## Демографія
Демографічна структура станом на 31 березня 2011 року:
|          | Загалом | Допрацездатний вік | Працездатний вік | Постпрацездатний вік |
| -------- | ------- | ------------------ | ---------------- | -------------------- |
| Чоловіки | 94      | 15                 | 75               | 4                    |
| Жінки    | 93      | 24                 | 52               | 17                   |
| Разом    | 187     | 39                 | 127              | 21                   |